# کمیساریای خلق در امور داخلی

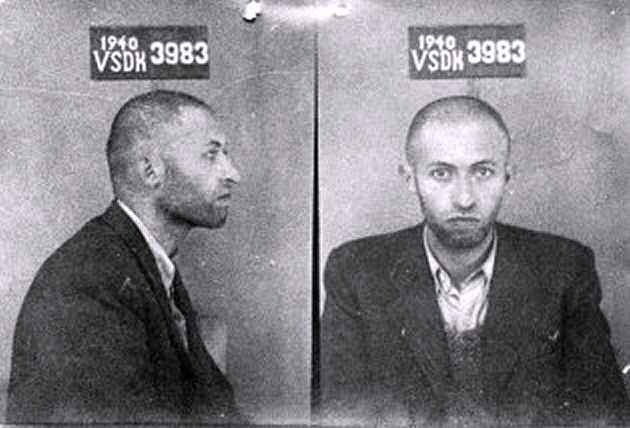
عکس بازداشت اِن‌کاوه‌ده از مناخیم بگین در زمان دستگیری در سال ۱۹۴۰ میلادی.

کمیساریای خلق در امور داخلی (به روسی: Народный комиссариат внутренних дел) یا به‌طور مخفف: اِن‌کاوه‌ده، نقش سازمان امنیت داخلی در اتحاد جماهیر شوروی تحت رهبری ژوزف استالین را بر عهده داشت. کمیساریای خلق در امور داخلی، مجری مستقیم سرکوب سیاسی و تصفیه‌ها بود. این سازمان دو سال بعد از مرگ استالین در سال ۱۹۵۴ میلادی منحل شد.
ان‌کاوه‌ده (N.K.V.D) مشتمل بر قوای عادی، پلیس عمومی شوروی (شامل پلیس ترافیک، آتش‌نشانی و مرزبانی) بود، ولی بیشتر به خاطر فعالیت‌هایش در برپایی گولاگ و هیئت رئیسه امنیت ملی (GUGB) که نهایتاً تبدیل به کمیته امنیت ملی (کاگ‌ب) شد شناخته می‌شود. این سازمان اعدام‌های فراقانونی انجام می‌داد، اردوگاه‌های کار اجباری را برپا می‌کرد، از مرزهای اتحاد جماهیر شوروی محافظت می‌کرد و در خارج از اتحاد جماهیر شوروی نیز به جاسوسی و ترور می‌پرداخت.

## افراد شاخص در ان‌کاوه‌ده
- گنریخ یاگودا: اولین رئیس کمیساریای خلق در امور داخلی که در تصفیه درونی به جرم «دشمنی با خلق»[۲] اعدام شد.
- نیکلای یژوف: دومین رئیس کمیساریای خلق در امور داخلی که در تصفیه درونی به جرم «دشمنی با خلق»[۲] اعدام شد.
- لاورنتی بریا: سومین رئیس کمیساریای خلق در امور داخلی که بعد از به قدرت رسیدن خروشچف[۲] اعدام شد.
- واسیلی بلوخین: سردژخیم و مجری مستقیم اجرای اعدام‌های گسترده مخالفان سیاسی در اتحاد جماهیر شوروی بود.
- رامون مرکادر: مأمور اسپانیایی‌تبار ان‌کاوه‌ده و قاتل لئون تروتسکی بود.
- کیم فیلبی: جاسوس دوجانبه و خبرنگار سابق آبزرور و اکونومیست در بیروت بود.[۳]